# جاسم المريخي
جاسم خميس المريخي، لاعب كرة قدم قطري لعب سابقاً في نادي الخور.

## روابط خارجية
- جاسم المريخي على موقع Soccerway.com (الإنجليزية)